# Padang Bulan (Kotanopan)
Padang Bulan is een bestuurslaag in het regentschap Mandailing Natal van de provincie Noord-Sumatra, Indonesië. Padang Bulan telt 591 inwoners (volkstelling 2010).